# Leu (Dolj)
Pour les articles homonymes, voir Leu.
Leu est une commune du județ de Dolj en Roumanie.